# Kemal Tokak
Kemal Tokak (* 25. April 1989 in Yüreğir) ist ein türkischer Fußballspieler.

## Vereinskarriere
Kemal Tokak spielte von 2001 bis 2004 für die Jugendmannschaft von Adanaspor, danach unterschrieb er seinen ersten Vertrag als professioneller Fußballspieler bei Dardanelspor. Sein Debüt für Dardanelspor gab Tokak in der 2. Liga gegen Bursaspor am 7. Mai 2006. Es war gleichzeitig sein einziges und letztes Spiel für Dardanelspor. Er wurde für jeweils eine Saison an Mustafakemalpaşaspor und Orhangazispor ausgeliehen.
Vor Beginn der Saison 2010/11 verließ Kemal Tokak endgültig Dardanelspor und spielte fortan für Samsunspor. In Samsun war er gleich zu Beginn Stammspieler und stieg mit der Mannschaft in die Süper Lig auf. Eine Saison später stieg man jedoch wieder ab.
Nach dem Abstieg wurde der Wechsel Tokaks zu Istanbul Büyükşehir Belediyespor bekanntgegeben. Hier nahm er am Saisonvorbereitungscamp teil und zerstritt sich mit dem Trainer Carlos Carvalhal. Daraufhin löste er nach gegenseitigem Einvernehmen seinen Vertrag mit Istanbul BB auf und verließ den Verein. Kurze Zeit später wurde sein Wechsel zu Gaziantepspor bekanntgegeben.
Bereits nach einer Saison wechselte er erneut seinen Verein und ging zum Erstligisten Mersin İdman Yurdu. Dieser Wechsel kam später doch nicht zustande, sodass Tokak seine Karriere bei Gaziantepspor fortsetzte. Im Sommer 2014 verließ er diesen Klub.
Im Sommer 2014 wechselte Tokak zum Zweitligisten Şanlıurfaspor. Bereits zur nächsten Rückrunde verließ er diesen Klub und wechselte zum Ligarivalen Elazığspor.
In der Wintertransferperiode 2015/16 wechselte Tokak zu Boluspor und zog nach einem Jahr zum Drittligisten Büyükşehir Belediye Erzurumspor weiter. Mit diesem Verein beendete er die Saison als Play-off-Sieger der TFF 2. Lig und stieg damit mit ihm in die TFF 1. Lig auf. Trotz dieses Erfolges trennten sich Tokak und Verein nach gegenseitigem Einvernehmen zum Sommer 2017.

## Nationalmannschaft
Tokak spielte 2007 zweimal für die türkische U-18. Seit 2011 kam er mehrfach bei der türkischen A2-Auswahl zum Einsatz. Diese Mannschaft besteht aus Spielern, die zum erweiterten Kader der türkischen Nationalmannschaft gehören.
Im Rahmen des Turniers von Toulon 2012 wurde Tokak im Mai 2012 für die zweite Auswahl der türkischen Nationalmannschaft berufen. Die türkische A2 nominierte hier für Spieler, die jünger als 23 Jahre waren, um die Altersbedingungen für das Turnier zu erfüllen. Die Mannschaft schaffte es bis ins Finale und unterlag dort der Auswahl Mexikos.

## Erfolge und Titel
Mit Samsunspor
- Vizemeister der TFF 1. Lig und Aufstieg in die Süper Lig: 2010/11

Mit Büyükşehir Belediye Erzurumspor
- Play-off-Sieger der TFF 2. Lig und Aufstieg in die TFF 1. Lig: 2016/17

### Auszeichnungen
- Spieler des Jahres von Samsunspor: 2010/11[5]